# Dorothea Brandt
Dorothea Brandt, née le 5 mars 1984 à Bremervörde (Basse-Saxe), est une nageuse allemande spécialisée dans la brasse et la nage libre.

## Palmarès

### Jeux olympiques
- Jeux olympiques de 2004 à Athènes (Grèce) :
  - 16e du 50 m nage libre

### Championnats d'Europe

#### En grand bassin
- Championnats d'Europe 2010 à Budapest (Hongrie) : 
  -  Médaille d'or du relais 4 × 100 m nage libre (participation aux séries)

#### En petit bassin
- Championnats d'Europe 2002 à Riesa (Portugal) : 
  -  Médaille de bronze du relais 4 × 50 m nage libre

- Championnats d'Europe 2004 à Vienne (Autriche) : 
  -  Médaille d'argent du relais 4 × 50 m nage libre
  -  Médaille d'argent du relais 4 × 50 m quatre nages

- Championnats d'Europe 2005 à Trieste (Italie) : 
  -  Médaille de bronze du 100 m nage libre
  -  Médaille de bronze du relais 4 × 50 m nage libre

- Championnats d'Europe 2007 à Debrecen (Hongrie) : 
  -  Médaille d'argent du relais 4 × 50 m nage libre

- Championnats d'Europe 2008 à Rijeka (Croatie) : 
  -  Médaille de bronze du relais 4 × 50 m nage libre

- Championnats d'Europe 2009 à Istanbul (Turquie) : 
  -  Médaille de bronze du 50 m nage libre
  -  Médaille de bronze du relais 4 × 50 m nage libre

- Championnats d'Europe 2010 à Eindhoven (Pays-Bas) : 
  -  Médaille d'or au titre du 50 m brasse
  -  Médaille d'argent du relais 4 × 50 m nage libre
  -  Médaille d'argent du relais 4 × 50 m quatre nages

- Championnats d'Europe 2011 à Szczecin (Pologne) : 
  -  Médaille d'or au titre du relais 4 × 50 m quatre nages
  -  Médaille d'argent du 50 m brasse

- Championnats d'Europe 2013 à Herning (Danemark) : 
  -  Médaille d'argent du relais 4 × 50 m nage libre mixte